# A80 road

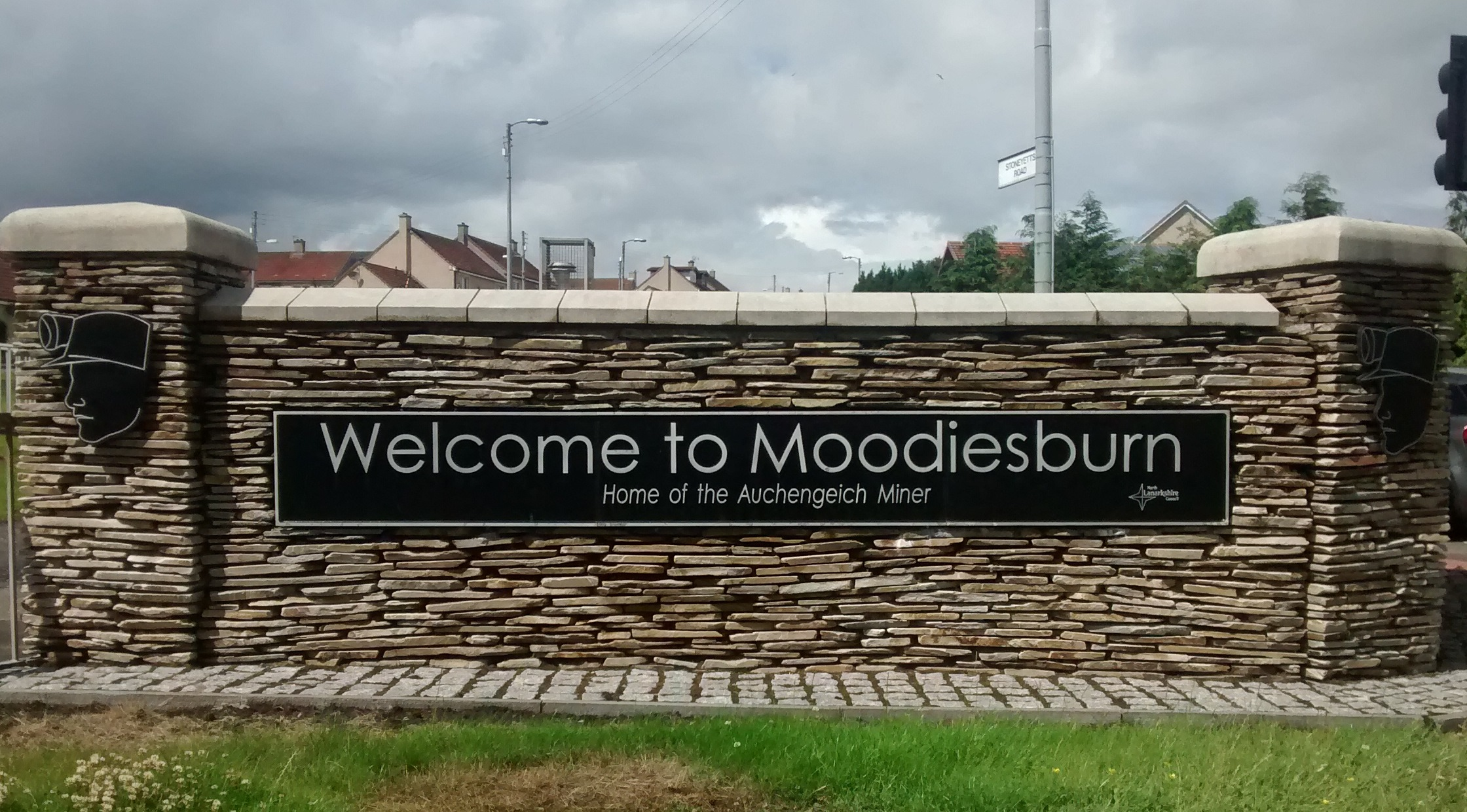
Einfahrt nach Moodiesburn an der A80 (Aufnahme 2016)

Die heutige A80 road (englisch für Straße A80) ist das 10,6 km lange, nach Eröffnung des M80 motorway verbliebene Reststück der wichtigen Verbindung von Glasgow nach Stirling, das heute bei Moodiesburn an der Verzweigung des M80 mit dem M73 motorway endet. Die Straße führt als Cumbernauld Road von der A8 road über den M8 motorway und durch Stepps und Muirhead. Sie ist nicht als Primary route ausgewiesen.